# Gabrielle de Lioncourt
Gabrielle de Lioncourt è un personaggio della saga delle Cronache dei vampiri di Anne Rice. 
Appare per la prima volta in Scelti dalle Tenebre e ricompare più volte in molti dei romanzi successivi. 
Nacque a Napoli da una famiglia nobile, ma in giovanissima età fu costretta a sposare il Marchese de Lioncourt. È la madre terrena del vampiro Lestat de Lioncourt, a sua volta da lui trasformata in vampiro per strapparla da una malattia che la stava consumando fino alla morte.
Di carattere viene descritta come fredda e spietata, e l'unica persona verso cui prova affetto è proprio Lestat.